# Tournoi de clôture du championnat d'Argentine de football 1998
Navigation
Tournoi précédent Tournoi suivant
Le tournoi de clôture de la saison 1998 du Championnat d'Argentine de football est le second tournoi semestriel de la 68e édition du championnat de première division en Argentine. Les vingt équipes sont regroupées au sein d'une poule unique où elles affrontent une fois chacun de leurs adversaires. Un classement cumulé sur les trois dernières années permet de déterminer les deux équipes reléguées à l'issue du tournoi.
C'est le club de Vélez Sarsfield qui remporte le tournoi après avoir terminé en tête du classement final, avec six points d'avance sur le Lanús et neuf sur Gimnasia y Esgrima (La Plata). C'est le cinquième titre de champion d'Argentine de l'histoire du club.

## Qualifications continentales
Le vainqueur du tournoi Clôture est automatiquement qualifié pour la Copa Libertadores 1999 où il rejoint le vainqueur du tournoi Ouverture. Le classement cumulé des tournois Ouverture et Clôture permet de désigner les deux clubs qualifiés pour la prochaine édition de la Copa CONMEBOL.

## Les clubs participants
| \| Buenos Aires La Plata Rosario Jujuy Santa Fe Salta \| Villes représentées lors de la saison 1997-1998 |
| Buenos Aires La Plata Rosario Jujuy Santa Fe Salta                                                       |

- Gimnasia y Esgrima (La Plata)
- Gimnasia y Esgrima (Jujuy)
- Rosario Central
- Unión (Santa Fe)
- Boca Juniors
- Ferro Carril Oeste
- Colón (Santa Fe)
- Deportivo Español
- Independiente
- Lanús
- Newell's Old Boys (Rosario)
- Platense
- Racing Club
- San Lorenzo de Almagro
- Estudiantes (La Plata)
- Huracán
- River Plate
- Vélez Sársfield
- Argentinos Juniors
- Gimnasia y Tiro (Salta)

## Compétition
Le barème utilisé pour établir le classement est le suivant :
- Victoire : 3 points
- Match nul : 1 point
- Défaite : 0 point

### Classement
| Rang | Équipe                        | Pts | J  | G  | N | P  | Bp | Bc | Diff |
| ---- | ----------------------------- | --- | -- | -- | - | -- | -- | -- | ---- |
| 1    | Vélez Sársfield               | 46  | 19 | 14 | 4 | 1  | 39 | 14 | +25  |
| 2    | Lanús                         | 40  | 19 | 11 | 7 | 1  | 43 | 22 | +21  |
| 3    | Gimnasia y Esgrima (La Plata) | 37  | 19 | 11 | 4 | 4  | 42 | 24 | +18  |
| 4    | Gimnasia y Esgrima (Jujuy)    | 32  | 19 | 9  | 5 | 5  | 23 | 20 | +3   |
| 5    | San Lorenzo de Almagro        | 30  | 19 | 9  | 3 | 7  | 36 | 27 | +9   |
| 6    | Boca Juniors                  | 29  | 19 | 8  | 5 | 6  | 38 | 30 | +8   |
| 7    | River PlateT                  | 29  | 19 | 7  | 8 | 4  | 32 | 24 | +8   |
| 8    | Argentinos Juniors            | 28  | 19 | 7  | 7 | 5  | 26 | 17 | +9   |
| 9    | Newell's Old Boys (Rosario)   | 28  | 19 | 7  | 7 | 5  | 26 | 22 | +4   |
| 10   | Ferro Carril Oeste            | 25  | 19 | 6  | 7 | 6  | 32 | 34 | -2   |
| 11   | Independiente                 | 23  | 19 | 6  | 5 | 8  | 26 | 28 | -2   |
| 12   | Estudiantes (La Plata)        | 23  | 19 | 6  | 5 | 8  | 16 | 24 | -8   |
| 13   | Rosario Central               | 22  | 19 | 5  | 7 | 7  | 23 | 28 | -5   |
| 14   | Platense                      | 21  | 19 | 4  | 9 | 6  | 26 | 27 | -1   |
| 15   | Racing Club                   | 20  | 19 | 5  | 5 | 9  | 15 | 19 | -4   |
| 16   | Colón (Santa Fe)              | 18  | 19 | 4  | 6 | 9  | 23 | 36 | -13  |
| 17   | Gimnasia y Tiro (Salta)       | 16  | 19 | 4  | 4 | 11 | 17 | 34 | -17  |
| 18   | Huracán                       | 15  | 19 | 3  | 6 | 10 | 18 | 34 | -16  |
| 19   | Unión (Santa Fe)              | 13  | 19 | 2  | 7 | 10 | 19 | 33 | -14  |
| 20   | Deportivo Español             | 13  | 19 | 2  | 7 | 10 | 21 | 44 | -23  |

|  | Qualification directe pour la Copa Libertadores 1999 |
|  | T : Tenant du titre                                  |

### Classement cumulé
Un classement cumulé des tournois Ouverture et Clôture permet de déterminer les deux équipes qualifiées pour la Copa CONMEBOL 1998. Il s'agit des deux meilleures équipes au classement qui ne sont pas invitées à participer à la Copa Mercosur 1998. 
| Rang | Équipe                        | Pts | J  | G  | N  | P  | Bp | Bc | Diff |
| ---- | ----------------------------- | --- | -- | -- | -- | -- | -- | -- | ---- |
| 1    | Vélez SarsfieldClo            | 78  | 38 | 22 | 12 | 4  | 81 | 37 | +44  |
| 2    | River PlateOuv                | 74  | 38 | 21 | 11 | 6  | 74 | 41 | +33  |
| 3    | Boca Juniors                  | 73  | 38 | 21 | 10 | 7  | 73 | 42 | +31  |
| 4    | Gimnasia y Esgrima (La Plata) | 69  | 38 | 20 | 9  | 9  | 75 | 51 | +24  |
| 5    | Lanús                         | 65  | 38 | 18 | 11 | 9  | 72 | 52 | +20  |
| 6    | San Lorenzo de Almagro        | 62  | 38 | 18 | 8  | 12 | 78 | 59 | +19  |
| 7    | Rosario Central               | 57  | 38 | 15 | 12 | 11 | 58 | 48 | +10  |
| 8    | Argentinos Juniors            | 57  | 38 | 16 | 9  | 13 | 50 | 42 | +8   |
| 9    | Independiente                 | 56  | 38 | 16 | 8  | 14 | 55 | 59 | -4   |
| 10   | Gimnasia y Esgrima (Jujuy)    | 52  | 38 | 14 | 10 | 14 | 48 | 48 | 0    |
| 11   | Ferro Carril Oeste            | 49  | 38 | 12 | 13 | 13 | 65 | 66 | -1   |
| 12   | Platense                      | 49  | 38 | 11 | 16 | 11 | 51 | 53 | -2   |
| 13   | Estudiantes (La Plata)        | 49  | 38 | 13 | 10 | 15 | 41 | 48 | -7   |
| 14   | Newell's Old Boys (Rosario)   | 42  | 38 | 10 | 12 | 16 | 48 | 60 | -12  |
| 15   | Racing Club                   | 41  | 38 | 10 | 11 | 17 | 39 | 47 | -8   |
| 16   | Colón (Santa Fe)              | 38  | 38 | 9  | 11 | 18 | 46 | 59 | -13  |
| 17   | Unión (Santa Fe)              | 33  | 38 | 7  | 12 | 19 | 44 | 76 | -32  |
| 18   | Deportivo Español             | 30  | 38 | 6  | 12 | 20 | 47 | 87 | -40  |
| 19   | Gimnasia y Tiro (Salta)       | 28  | 38 | 6  | 10 | 22 | 31 | 64 | -33  |
| 20   | Huracán                       | 27  | 38 | 6  | 9  | 23 | 38 | 66 | -28  |

|  | Qualification directe pour la Copa Libertadores 1999 et pour la Copa Mercosur 1998     |
|  | Qualification directe pour la Copa CONMEBOL 1998                                       |
|  | Invitation pour la Copa Mercosur 1998                                                  |
|  | Ouv : Vainqueur du tournoi d'Ouverture 1997 Clo : Vainqueur du tournoi de Clôture 1998 |

- Le Lanús se désiste de toute participation à une compétition continentale.

### Table de relégation
Un classement cumulé des trois dernières saisons du championnat permet de déterminer les deux équipes reléguées en Primera B. 
| Rang | Équipe                        | Pts   | J   | G | N | P | Bp | Bc | Diff |
| ---- | ----------------------------- | ----- | --- | - | - | - | -- | -- | ---- |
| 1    | Velez SarsfieldClo            | 1,877 | 114 |   |   |   |    |    |      |
| 2    | River PlateOuv                | 1,850 | 114 |   |   |   |    |    |      |
| 3    | Lanús                         | 1,701 | 114 |   |   |   |    |    |      |
| 4    | Boca Juniors                  | 1,675 | 114 |   |   |   |    |    |      |
| 5    | Gimnasia y Esgrima (La Plata) | 1,570 | 114 |   |   |   |    |    |      |
| 6    | Argentinos Juniors            | 1,500 | 38  |   |   |   |    |    |      |
| 7    | Independiente                 | 1,500 | 114 |   |   |   |    |    |      |
| 8    | San Lorenzo de Almagro        | 1,464 | 114 |   |   |   |    |    |      |
| 9    | Racing Club                   | 1,438 | 114 |   |   |   |    |    |      |
| 10   | Rosario Central               | 1,403 | 114 |   |   |   |    |    |      |
| 11   | Estudiantes (La Plata)        | 1,333 | 114 |   |   |   |    |    |      |
| 12   | Colón (Santa Fe)              | 1,280 | 114 |   |   |   |    |    |      |
| 13   | Newell's Old Boys (Rosario)   | 1,280 | 114 |   |   |   |    |    |      |
| 14   | Gimnasia y Esgrima (Jujuy)    | 1,228 | 114 |   |   |   |    |    |      |
| 15   | Platense                      | 1,219 | 114 |   |   |   |    |    |      |
| 16   | Ferro Carril Oeste            | 1,210 | 114 |   |   |   |    |    |      |
| 17   | Huracán                       | 1,105 | 114 |   |   |   |    |    |      |
| 18   | Unión (Santa Fe)              | 1,013 | 76  |   |   |   |    |    |      |
| 19   | Deportivo Español             | 0,921 | 114 |   |   |   |    |    |      |
| 20   | Gimnasia y Tira (Salta)       | 0,736 | 38  |   |   |   |    |    |      |

|  | Relégation directe en Primera B                                                        |
|  | Ouv : Vainqueur du tournoi d'Ouverture 1997 Clo : Vainqueur du tournoi de Clôture 1998 |

## Bilan de la saison
| Championnat d'Argentine de football 1998 |                                                                                           |
| Champion                                 | Vélez Sarsfield (5e titre)                                                                |
| Coupes et trophées                       |                                                                                           |
| Vainqueur de la Coupe d'Argentine 1998   | Non disputée                                                                              |
| Qualifications continentales             |                                                                                           |
| Copa Libertadores 1999                   | Vélez Sarsfield                                                                           |
| Copa CONMEBOL 1998                       | Gimnasia y Esgrima (La Plata) Rosario Central                                             |
| Copa Mercosur 1998                       | Vélez Sarsfield River Plate Boca Juniors Racing Club San Lorenzo de Almagro Independiente |
| Promotions et relégations                |                                                                                           |
| Promus en Primera Division               | Talleres (Córdoba) Belgrano (Córdoba)                                                     |
| Relégués en Primera B Nacional           | Deportivo Español Gimnasia y Tiro (Salta)                                                 |